# Acacia pervillei
Acacia pervillei é uma espécie de leguminosa do gênero Acacia, pertencente à família Fabaceae.